# Cateus pendleburyi
Cateus pendleburyi là một loài bọ cánh cứng trong họ Elateridae. Loài này được Platia & Gudenzi miêu tả khoa học năm 2001.